# Stenometopiellus oxianus
Stenometopiellus oxianus är en insektsart som beskrevs av Dlabola 1961. Stenometopiellus oxianus ingår i släktet Stenometopiellus och familjen dvärgstritar. Inga underarter finns listade i Catalogue of Life.